# Ух ты, говорящая рыба!
«Ух ты, говорящая рыба!» — советский рисованный мультфильм 1983 года по мотивам сказки Ованеса Туманяна «Говорящая рыба».

## Сюжет
Старик на рыбалке ловит говорящую рыбу, которая просит отпустить её на волю, мотивируя это наставлением своего деда: «Делай добро и бросай его в воду. Оно не пропадёт — добром к тебе вернётся». Старик осознаёт, что рыба ему вряд ли как-то пригодится, но всё равно отпускает.
Сидит старик на берегу и думает: «А теперь есть нечего!». И воскликнул с досады: «Э-эх!».
Вдруг из-под земли является чудовище, постоянно меняющее свой облик, и восклицает: «Я здесь! Зачем звал?». Удивлённый старик спрашивает: «Я?». Чудовище продолжает: «Ты сказал: „Ээх“. Ээх — это я. Великий, могучий, добрый волшебник. Говори, чего пожелаешь. Всё сделаю, всё могу!». Поскольку старик и его жена голодают, Ээх подарил ему волшебный столик, аналог скатерти-самобранки, и научил им пользоваться. Поблагодарил старик Ээха и побежал домой.
Использует он дома столик, но тут из еды на нём появляется голова Ээха в виде рагу и говорит старикам следующее: «Забыл предупредить: есть у меня маленькое условие. Ровно в полночь приду к вам в гости и буду до рассвета вопросы задавать. Сумеете ответить — столик ваш. А не сумеете — пеняйте на себя! Век меня помнить будете!».
Вечером приходит к старикам юноша и просится переночевать. Несмотря на их предостережение, что в полночь придёт чудовище и погубит всех троих, он остаётся с ними. Ночью в назначенное время является «добрый» Ээх, и юноша выходит ему навстречу. Удивлённый Ээх начал задавать юноше вопросы, но тот на каждый вопрос даёт скороговорочные и запутывающие ответы. Не успевая осмыслять их, Ээх задаёт новые вопросы, но в конце концов осознаёт, что начинает сходить с ума и, не выдержав, уносится вверх к звёздам, где его сбивает метеор на фоне созвездия «Говорящие РЫБЫ».
На вопрос, кто он, юноша припомнил старику наставление своего деда: «Делай добро и бросай его в воду». Так говорящая рыба, явившаяся в облике юноши, и пригодилась старику в трудный момент. Распрощавшись, рыба снова принимает свой обычный вид и ныряет в море.

## Съёмочная группа
- автор сценария, режиссёр, художник-постановщик и мультипликатор — Роберт Саакянц
- оператор — Алиса Кюрдиан
- композитор — Роберт Амирханян
- звукооператор — Карен Курдиян
- ассистенты — И. Патрик, М. Адамян, А. Айвазян, А. Карагаш
- художники — М. Газазян, Р. Саргсян, С. Галстян, Н. Ахинян, Ю. Мурадян
- роли озвучивали:

- Леонид Белозорович (в титрах А. Белозорович) — говорящая рыба, юноша
- Борис Плотников — Ээх
- Артём Карапетян — старик
- Ирина Карташёва — старуха

- редактор — Г. Бейлерян
- директор — К. Гукасян